# Marginotruncaninae
Marginotruncaninae es una subfamilia de foraminíferos planctónicos de la familia Marginotruncanidae, de la superfamilia Globotruncanoidea, del suborden Globigerinina y del orden Globigerinida. Su rango cronoestratigráfico abarca desde el Cenomaniense superior hasta el Campaniense (Cretácico superior).

## Discusión
Clasificaciones posteriores incluirían Marginotruncaninae en la superfamilia Globigerinoidea. Clasificaciones previas hubiesen incluido Marginotruncaninae en la Familia Globotruncanidae.

## Clasificación
Marginotruncaninae incluye a los siguientes géneros:
- Dicarinella †, también incluido en la familia Globotruncanellidae y en la familia Globotruncanidae.
- Marginotruncana †
- Helvetoglobotruncana †, también incluido en la familia Globotruncanellidae y en la familia Hedbergellidae.
- Pessagnoites †
- Whiteinella †, también incluido en la familia Hedbergellidae.